# Peckoltia vittata
Peckoltia vittata — вид риб з роду Peckoltia родини Лорікарієві ряду сомоподібні.

## Опис
Загальна довжина сягає 14 см. Спостерігається статевий диморфізм: самиці більші за самців. Голова велика, морда трохи витягнута. Очі помірно великі з райдужною оболонкою. Є бічний гребінь. Рот являє собою «присоску». Зуби щіткоподібні, на обох щелеп мають однаковий розмір. Тулуб кремезний, вкрито кістковими пластинками Спинний плавець високий, складається з 2 жорстких та 7 м'яких променів. Жировий плавець невеличкий. Грудні плавці широкі. Черевні трохи менше за останні. Анальний плавець складається з 1 жорсткого та 4 м'яких променів. Хвостовий плавець широкий, з вирізом. Нижня лопать витягнута.
Забарвлення темно-буре з 5-6 тонкими золотавими смугами на тулубі й перпендикулярними до нього лініями на голові. Плавці смугасті. Інтенсивність забарвлення залежить від настрою.

## Спосіб життя
Є демерсальною рибою. Зустрічається на швидких ділянках річок з кам'янистим дном. Доволі територіальна риба. Вдень лежить на ґрунті. Активний уночі. Живиться переважно водоростями.
Самиці відкладають ікру в печерках, яку охороняють самці.

## Розповсюдження
Мешкає у річках Шінгу, Тапажос, Мадейра, Вентуарі, Уатума — в межах Венесуели та Бразилії.